# The Philosophy of Andy Warhol
The Philosophy of Andy Warhol (From A to B & Back Again) (traduzido livremente em português, A filosofia de Andy Warhol - de A a B e de volta) é um livro escrito pelo artista estadounidense Andy Warhol (1928-1987). Foi publicado pela primeira vez por Harcourt Brace Jovanovich.
O livro é uma reunião de citações auto-ironizantes sobre o amor, a beleza, o trabalho, sexo, tempo, morte, economia, sucesso e arte, entre outros tópicos, pelo "Príncipe do Pop". Conta com um prólogo e quinze capítulos, e tem por volta de 241 páginas.

## História
Warhol assinou dois contratos de livro em 1974 com Harcourt, um para A Filosofia e outro para a biografia de Paulette Goddard, que foi escrita eventualmente.
A Filosofia foi escrita pela secretária de Warhol, Pat Hackett, e pelo editor da revista Interview Bob Colacello, como ghostwriters. Muito do material foi tirado de conversas que o próprio Warhol gravou entre ele, Colacello e Brigid Berlin.
Warhol promoveu o livro em setembro de 1975 em um tour por nove cidades dos Estados Unidos, seguindo paradas na Itália, França e Inglaterra.